# Sultanat de Béjaïa
1285–1309
1312–1318
1358–1510
Entités précédentes :
- Sultanat hafside de Tunis

Entités suivantes :
- Royaume des Beni Abbès
- Royaume de Koukou
- Empire espagnol
- Sultanat hafside de Tunis (1309 et 1318)

Le sultanat de Béjaïa est un ancien État d'Afrique du Nord dont la première lignée est issue d'émirs hafsides dissidents du sultanat hafside de Tunis qui vont constituer sur la marche occidentale des possessions hafsides un véritable royaume indépendant sur diverses périodes.
L'émir de Béjaïa se retrouve à la tête d'une cité importante et prestigieuse, ancienne capitale hammadide dotée d'une identité politique forte et aux confins du Maghreb central, relativement éloignée du centre du pouvoir hafside à Tunis. La tentation d'entrer en dissidence se concrétise donc à plusieurs reprises, parfois sur fond de querelle de succession entre différents princes hafsides. Lors de l'invasion espagnole, le sultan de Bougie, est un émir issue de la lignée des Athbedj-Ayad du Hodna.

## Histoire

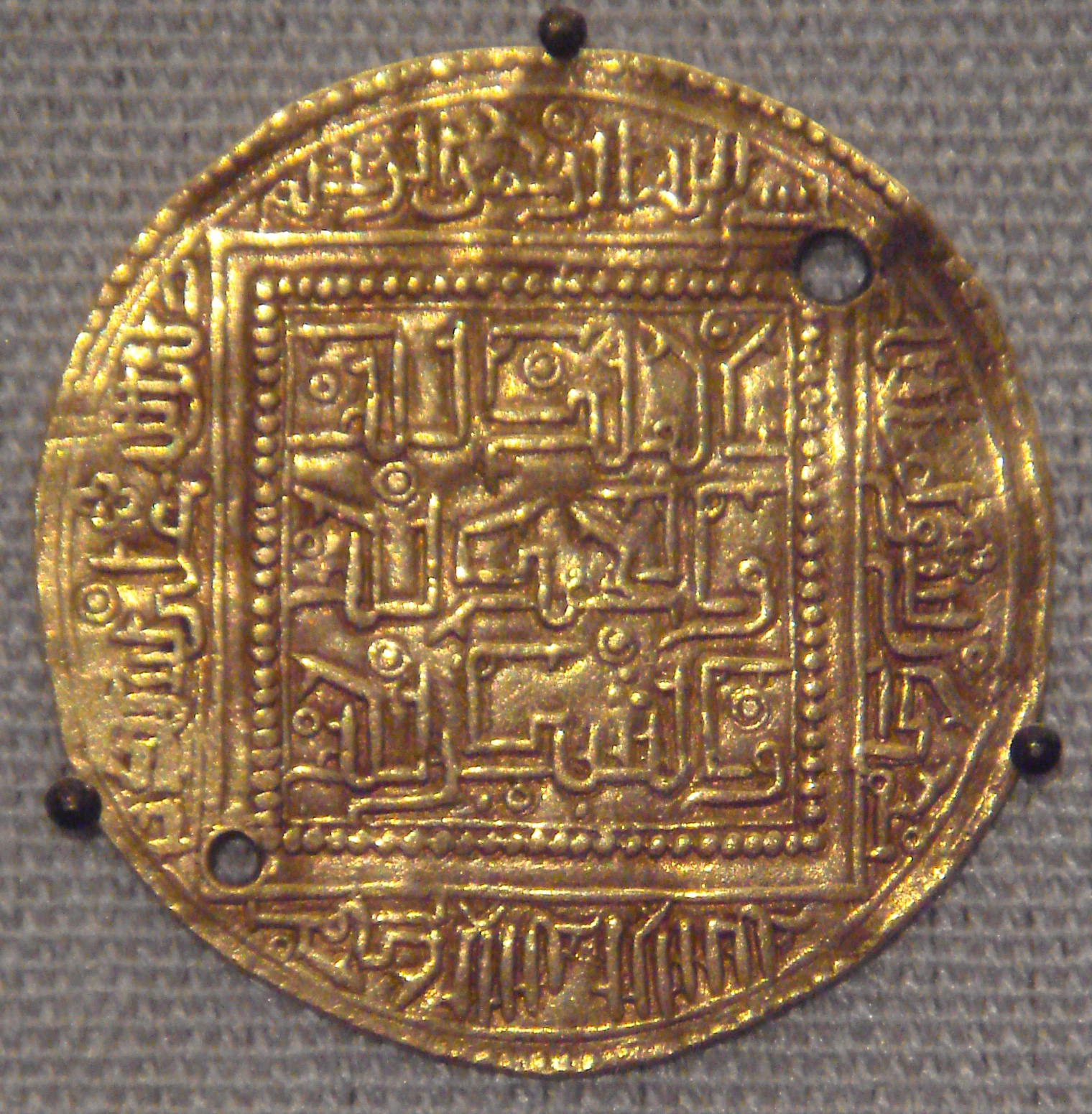
Pièce de monnaie hafside de Béjaïa (1249-1276).

L'Ifriqiya, qui correspond globalement à l'est du Maghreb actuel, fait partie du royaume des Hafsides,, une dynastie d’origine masmoudienne, qui tire son nom du cheikh Abou Hafs Omar El Hintati, chef de la tribu des Hintata du Haut Atlas marocain. Dans ce royaume, la ville de Béjaïa, ancienne capitale des Hammadides au XIe siècle, est une ville de premier plan. En effet, sa richesse et son emplacement de port stratégique en font un objet de convoitise pour les Zianides et Mérinides ; de plus, elle entre souvent en dissidence au sein du sultanat hafside, et jouit d'une certaine autonomie en temps normal. La ville est vue comme capitale des régions occidentales du sultanat hafside et « place-frontière » ou marche (tagr) du sultanat.
Les émirs, gouverneurs de Constantine et de Bejaïa, favorisent le délitement du domaine hafside. L'esprit d’indépendance y est relié à la fierté de ces administrateurs, souvent parents de la dynastie hafside, et gardant en mémoire l’éclat de la Béjaïa hammadide.
Au XIIIe siècle et XIVe siècle, elle devient à diverses occasions le siège du pouvoir d'émirs-gouverneurs indépendants, ou de dissidents de la dynastie hafside. Ces « souverains de Béjaïa » étendent leur autorité — qui va souvent de pair avec une dissidence politique — à l'ensemble du domaine de l'ancien royaume des Hammadides : Alger, Dellys, Miliana, Constantine, Annaba et les oasis du Zab.
La zone d’influence politique de Béjaïa s’étend au début de la période hafside d’Alger à Constantine, et de Ouargla à la mer. Au xive siècle, elle perd le contrôle de la province de Constantine. Au siècle suivant, elle se réduit encore, et se décale vers l'ouest.

### Fondation: dissidence hafside (1285-1318)
Béjaïa devient pour la première fois le siège d'une principauté indépendante sous le règne d'Abū Zakariyā’ (1285-1301), fils d'un prétendant hafside puis sous son fils Abūl-Baqā’ (1301-1309).
Lors du bref triomphe de l’usurpateur Ahmad b. Abî ‘Umâra, qui prend Tunis, en se faisant passer pour un descendant de Hafsides, 'Abū Zakariyā’ refait surface en 1283 en s’appuyant sur des Arabes dawâwida et sur des Berbères sanhajas du Constantinois. Il enlève Bejâïa et il édifie une souveraineté hafçide rivale de Tunis, qui s’étend jusqu’à Constantine et à Biskra en 1286. Il marche sur Tunis mais il doit rebrousser chemin pour défendre Bejâïa, sa capitale menacée : le nouvel émir de Tlemcen, Abû Sa‘îd ‘Uthmân b. Yaghmurasan (1282-1303), tente de prendre Béjaïa sans succès et 'Abū Zakariyā’ maintient son État bougiote face à celui de Tunis.
Abū Zakariyā’ prend le titre d'émir et le titre pseudo-califale d’amīr al-muntakhab li-ihyādīn Allāh, il reconstitue l'ancien domaine hammadide : Constantine, le Zab, Dellys, et Alger sont intégrés à son domaine. Son but reste de réunifier le domaine hafside ; à partir de Béjaïa, il veut reconquérir Tunis.
Deux États hafçides ont donc existé un quart de siècle, l'un « tunisien », l'autre « algérien ». Les Zianides tentent cependant plusieurs expéditions et étendent leur influence jusqu'aux Zibans au début du XIVe siècle, à la faveur des querelles entre Béjaïa et Tunis. Le contre-calife « algérien » de Bejaïa, Abû Zakariyâ’ al-Muntakhab, est hostile à une réunification amiable négociée avec le calife de Tunis, Abû ‘Açîda.
Le sultan hafside de Tunis Abou-Acida s'alliant avec le prince mérinide Abou-Yakoub-Youssof, menace le royaume bougiote d'Abou-Zakaria, qui doit faire alliance avec Othman, sultan zianide de Tlemcen. Abou-Zakaria meurt en 1300, laissant pour successeur son fils Abūl-Baqā’.
Abūl-Baqā’ parvient à unifier les deux royaumes, Tunis et Béjaïa, au terme d'un accord. Cependant, son chambellan Ibn Amr proclame à Béjaïa, comme sultan, le frère de ce dernier, Abū Yahyā Abū Bakr dit al-Mutawakkil, alors gouverneur de Constantine. Ibn Amr reproche à Tunis la reconnaissance de la tutelle aragonaise, qui impose un tribut, et préfère préserver l'indépendance bougiote, et donc son rôle de chambellan. Abū Bakr, entreprend donc la conquête de Béjaïa et règne sur la ville et ses possessions (1312-1318). Une entente se fait dans un premier temps avec Tunis, qui reconnaît une délimitation entre les deux États. Mais Abū Bakr finit par réunifier l'ensemble des possessions hafsides, clôturant ainsi cette période de dissidence.

### Autre période (1348-1365)
Une autre période de dissidence politique s'ouvre à la suite de la crise provoquée par la brève conquête des Merinides. Abū‘Abd Allāh un émir est soutenu par les Merinides pour prendre Béjaïa au pouvoir central de Tunis en 1348. Il s'y installe avec l'aide des habitants qui voyant que le sultan hafside Abū Ishāq s'apprête à les quitter pour réimplanter sa capitale à Tunis basculent dans le camp de Abū‘Abd Allāh. Mais Abū‘Abd Allāh se rend vite impopulaire et le gouverneur de Constantine Abūl-’Abbās est appelé par les bougiotes.
En 1364, Béjaïa passe alors sous la tutelle de l’émir de Constantine qui parvient à y installer son pouvoir, de Dellys à Annaba, puis jusqu’à l'Ifriqiya. Ce dernier chasse Abū‘Abd Allāh et entreprend de réformer cet ensemble politique correspondant à la partie occidentale de l'Ifriqiya. En 1370-1, il reprend l'ensemble du domaine hafside et réinstalle son pouvoir à Tunis apportant une période de stabilité et d'unité.
Ibn Khaldoun décrit les émir comme gouvernant « Biğāya wa al-ṯagr al-garbī min Ifriqiya » (la ville de Béjaïa et la marche occidentale de l’Ifrīqiya). Il sera d'ailleurs le vizir de l'administration indépendante d'un sultan hafside de Béjaïa, en 1365.

### Fin des hafsides et sultanat indépendant
Le début du XVe siècle voit globalement un retour à la centralisation de l’État hafside, une sorte de deuxième apogée centralisatrice. Mais à la fin du XVe siècle et au début du XVIe siècle, Léon l'Africain et Al-Marini décrivent un prince de Béjaïa, séparé de celui de Tunis. Cette époque marque également la fin des résidus d'almohadisme face aux fuqaha malékites littéralistes qui s'implantent en nombre à Béjaïa, puis à Constantine et enfin, de là, à Tunis. Un des plus illustres docteurs malékites est d'ailleurs al-Waqlisî de Béjaïa. Parallèlement, faute de pourvoir recourir à l'aide navale des sultans hafsides de Tunis, Béjaïa devient le plus important foyer corsaire, notamment pour lutter contre les Aragonais en mer.
Cette période est attestée dans le récits des chroniqueurs. Léon l'Africain qui rapporte qu'à la veille de la conquête espagnole, la région de Béjaïa est un royaume indépendant de Tunis. Al-Marīnī, plus précis, confirme qu'au XVIe siècle, l'émir de Béjaïa est indépendant de Tunis comme l'est par ailleurs l'émir de Constantine ou celui de Bône. Cependant la confusion sur les dates et les époques persiste en raison de la perte du manuscrit original d'Al Marini, dont il ne subsiste que la traduction de Féraud. L'espace politique hafside apparaît donc morcelé. À son époque, le sultan de Béjaïa est un certain Abūl-’Abbās ‘Abd al-’Azīz. Entre cet Abūl-Abbās et Abū Bakr, émir de Constantine, il y a une lutte pour le contrôle de la région. Cet état d'hostilité entre divers émirs explique la manque de réaction face à l'invasion de Béjaïa par Perdo de Navarro en 1510.
Ces diverses périodes de dissidence ne traduisent pas de réelles velléités d’indépendance politique, ces souverains indépendants de Béjaïa ont la volonté de réunir l'espace politique hafside, excepté au XVIe siècle. Cette volonté d'unification de l'espace hafside n'est pas contradictoire avec l'affirmation d'une identité politique bougiotte renforcée par la position excentrée de la ville au sein du domaine hafside. En temps normal, hors période de dissidence, la ville et sa région jouissent ainsi d'une très large autonomie.

### Les derniers émirs ou sultans de Béjaïa: une lignée du djebel Ayad (XVesiècle-XVIesiècle)

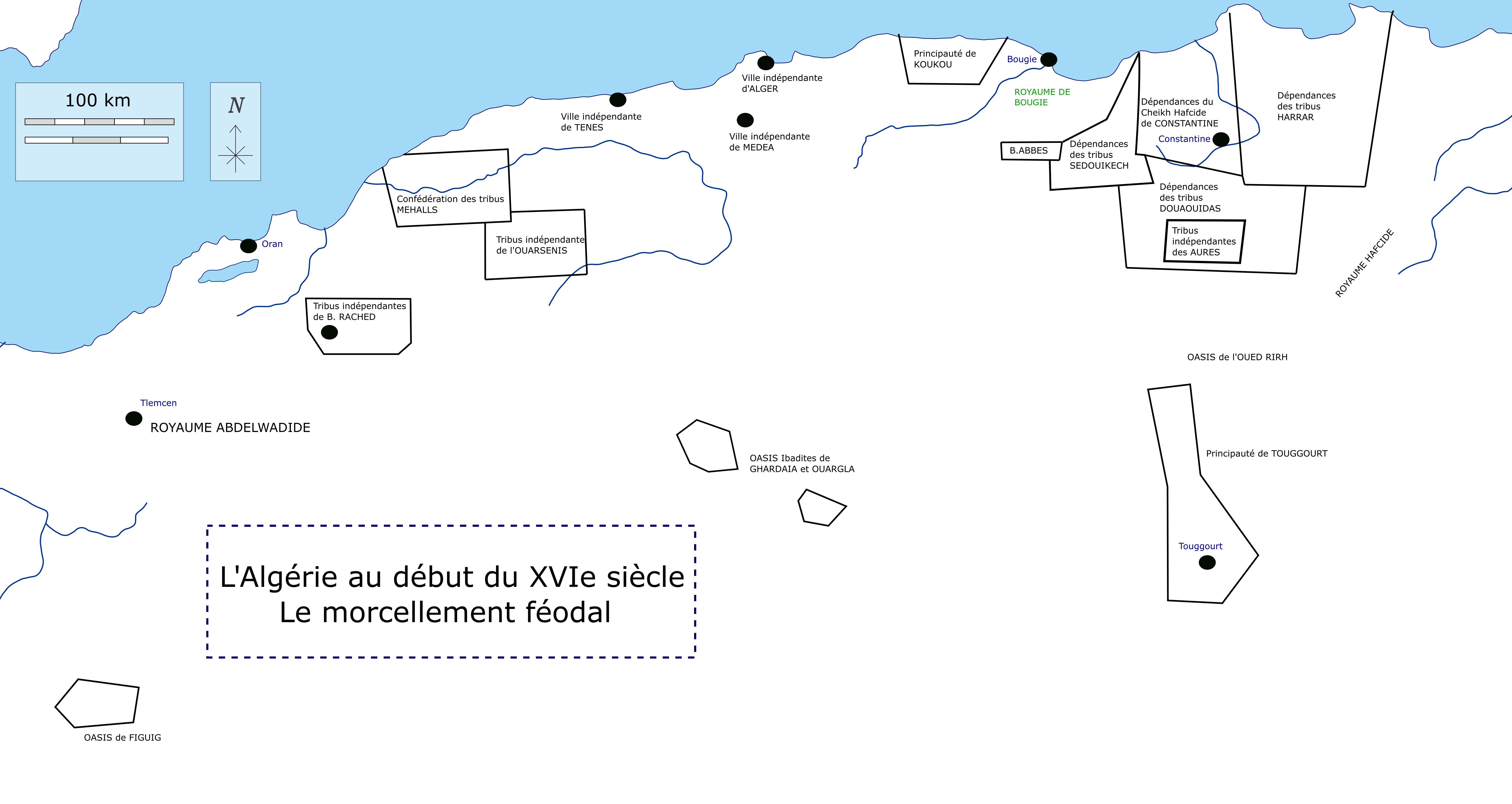
L'Algérie au début du XVIe siècle et son morcellement, dont le « royaume de Bougie ».

Les textes européens posent une confusion entre le nom des différents princes régnant à Béjaïa au moment de la conquête espagnole. Le sultan Abdelaziz est ainsi désigné comme Abderrahmane ou Ahmed par certaines sources. L'hypothèse la plus répandue est que Abdelaziz est le père de deux émirs : Abderrahmane et El Abbès. Il est lui même fils d'un certain Abderrahmane, prince décrit par les chroniques à la fin du XVe siècle, comme venu du djebel Ayad (ou Kiana) dans le Hodna, et dont la tradition orale fait remonter son origine aux Hammadides et aux Athbedj-Ayad une tribu hilalienne,. Louis Rinn retranscrit les chroniques orales sur Abderrahmane, permettant à ses descendants, les Mokranis, de revendiquer une origine chérifiennes et de rattacher leur lignée à celles des Banu Hammad.
Abderrahmane qui n'est qu'un noble local à ses débuts, étend son emprise sur l'Ouannougha, s'installe à Mouka puis à la Kalaa et, remontant la vallée de la Soummam, s'empare de Béjaïa au détriment de l'émir hafside nommé Abdelaziz qui prend la fuite vers Constantine, où siège son frère et rival Abou Bakr. Abderrahmane entre en confrontation directe avec son frère Abou Bakr, prince hafside de Constantine. Une correspondance hafside, indique que l'émir Abderrahmane est vu par ces derniers comme un usurpateur. Ce qui expliquerait le relatif manque de soutien de l'arrière-pays lors de la prise de Béjaïa en 1510. Abou Bekr de Constantine assiège Béjaïa en 1503-1504 et 1507. Abderrahmane meurt et son fils Abdelaziz qui lui succède sur le trône à Béjaïa à une date incertaine pendant la première décennie du XVIe siècle. Il perdra la ville face aux Espagnols en 1510, et n'arrive pas à la reprendre. Ses fils, Abderrahmane et El Abbès, se replient sur la Kalaa de l'Ouannougha, qui sera dès lors connue comme Kalaa des Beni Abbès. C'est cependant El Abbès qui entre dans l'histoire comme sultan de la Kalaa et les Espagnols observent retranchés dans Bejaïa la lutte acharnée entre les Hafsides et El Abbès pour le contrôle de l'ex-royaume de Béjaïa. Les Espagnols tout en faisant reconnaitre leur occupation du littoral par les Hafsides, délaissent les contacts avec Constantine et Tunis et choisissent finalement de traiter avec El-Abbès qui retranché dans sa Kalaa imprenable contrôle l'essentiel de l'arrière-pays et bénéficie de la sympathie des populations kabyles.

## Culture et sciences

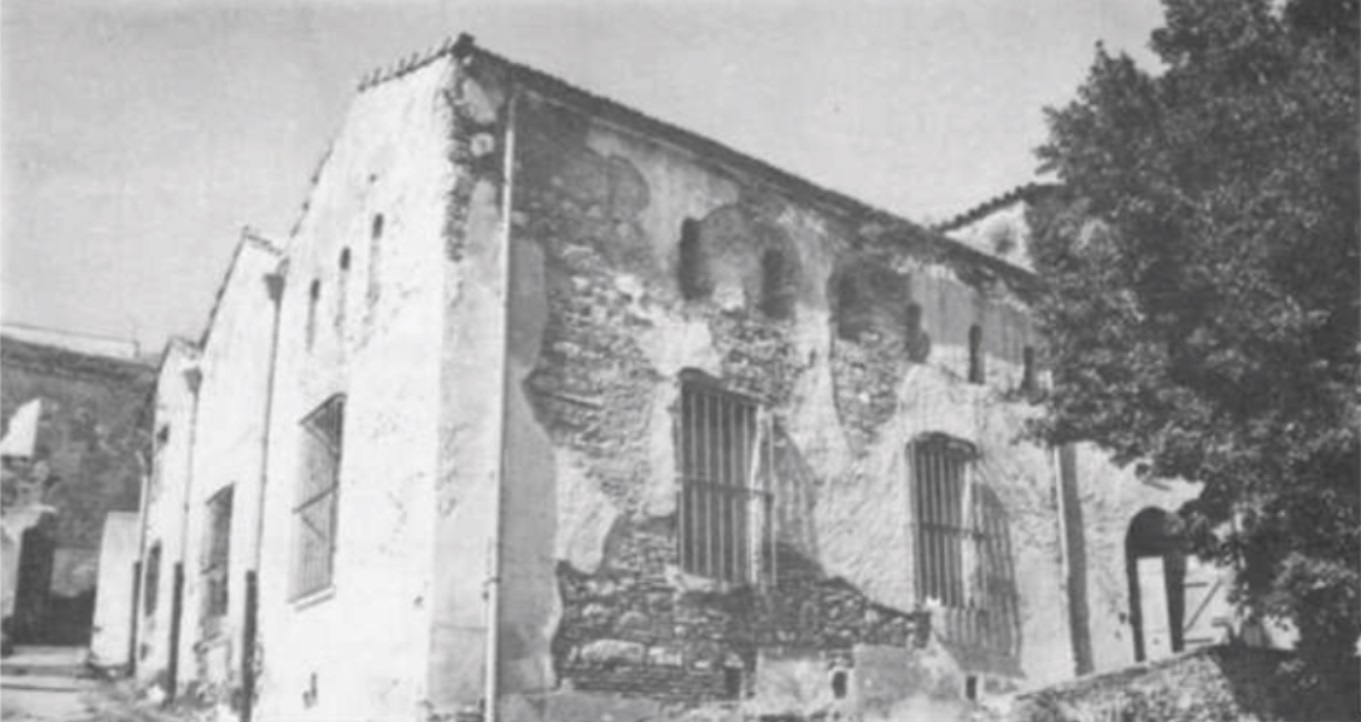
La grande mosquée de la casbah de Béjaïa.

Au cours du 7e siècle de l'hégire (1203-1299), plusieurs médecins, mathématiciens, jurisconsultes et poète sont passés par Béjaïa. Parmi les contemporains du règne d'Abou Zakariya (1285-1301) puis son fils Abou al-Baqa (1301-1309), les premiers princes de la principauté indépendante de Béjaïa, on trouve :
- Ahmed Al Ghabrini : né en 1246-1247 à Béjaïa, originaire des Ait Ghobri, ancien juge dans sa ville natale sous la règne d'Abou al-Baqa[35], auteur du E'unouân ed-diraïa fi mechaïekh Bidjaïa (Galerie des littérateurs de Bougie), il mort en 1314-1315.

- Mohammed ben Salah El Kinani : né en 1217-1218 à Xàtiva, imam de la grande mosquée de Bougie, il mort en 1299-1300 à Béjaïa,
- Abou l-Kacem ben Zitoun : jurisconsulte et médecin il avait passé de nombreuses années à Béjaïa, il mort en 1291-1292.
- Obeïd Allah ben Ahmed El-Azdi : né en 1204-1205 à Ronda, est un jurisconsulte qui s'établit dans la ville de Béjaïa et y mourut en 1292.
- Omar ben Abd el Mohsin : jurisconsulte originaire de Beni Oudjhan, qui'il habite les environs de Bougie, mort en 1291 à Béjaïa.

Au début du XVIe siècle, Béjaïa était une ville remplis de mosquées, de splendides habitations et écoles.

## Relations et diplomatie

### Relations avec les royaumes européens

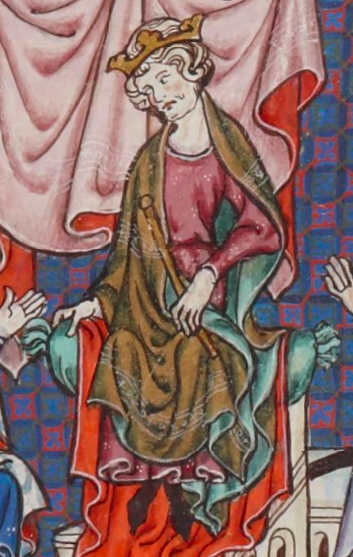
Jacques II, souverain de la couronne d'Aragon d'après l'ouvrage Usatici et Constitutiones Cataloniae (BNF, Latin 4670 A)

Depuis le XIIe siècle, Béjaïa est l'une des villes d'Afrique du Nord qui possède un fondouk principal pour les européens, qui est un établissement destiné à l'habitation des nations chrétiennes, à la garde et à la vente de leurs marchandises.
Au début du XIVe siècle, le sultan de Béjaïa (Khaled-Abou-Zakariya qui s'était rendu indépendant de Tunis) conclut un traité de commerce et de navigation avec la commune de Marseille, où les marseillais fréquentaient le port de Béjaïa et disposaient d'un consul et d'un entrepôt de marchandises.
A la même époque, le sultan de Béjaïa a conclu une trêve de commerce avec Jacques II, roi d'Aragon, de Valence, de Sardaigne et de Corse. Ce traité, qui contribua à l'accroissement de l'influence des Catalans en Afrique, stipulait que le gouverneur de Béjaïa choisisse un plénipotentiaire chrétien nommé Garcia Perez de Mora dans le cadre des relations avec les Catalans.
Le 7 janvier 1314, un autre accord de paix et de commerce est signé à Valence, pour cinq ans, entre Jacques II et le fils d'Abou Zakariya, roi de Béjaïa, par le consul de catalan à Béjaïa; Jean Poculuyl.
À la fin du XVe siècle, sous le règne du sultan Abd-el-Aziz, le port de Béjaïa commerçait énormément avec les pays européens, avant que les relations commerciales avec ces derniers ne soient interrompues à la suite du déclenchement de la guerre dans le Maghreb (Reconquista). C'est vers l'an 1473, que le sultan de Béjaïa retire aux marchands catalans les privilèges commerciaux dont ils jouissaient depuis plus de deux siècles.

### Relations avec le royaume zianide et le royaume mérinide

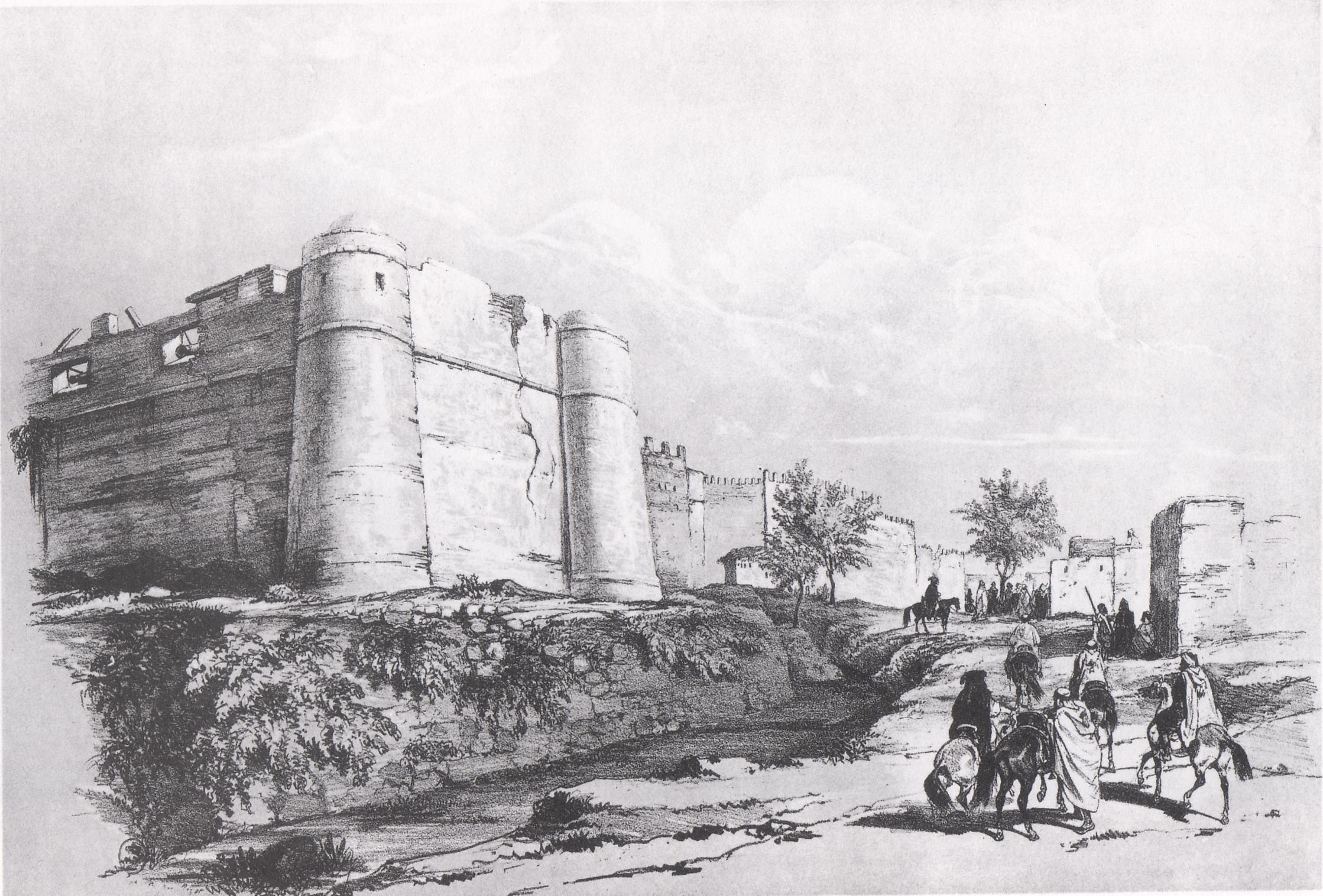
El Mechouar résidence des sultans zianides (Abd al-Wadid).

Les premiers fondateurs de la principauté indépendante de Béjaïa (en 1285), Abou Zakariya et son fils Abou al-Baqa ont bénéficié de l'aide des marchands de bougiotes qui se trouvaient à Tlemcen, où ils lui ont prêté une somme d'argent importante pour former et entretenir leur armée, dans le même but, Abou Zakariya a également bénéficié de l'aide des tribus vivant entre Tlemcen et Béjaïa.
Au XIIIe siècle, les Abd al-Wadid ont cherché à conquérir Béjaïa, qui était sous le règne du prince indépendant Abou Zakariya. Cette invasion a été menée par le sultan Abou Saïd Uthman I, arguant que son père Yaghmoracen Ibn Ziane avait été insulté par Abou Zakariya. En 1287, Uthman s'allia avec Tunis et attaqua Béjaïa, mais ils furent vaincus par la résistance qu'ils trouvèrent près de la ville.
Par la suite, l'alliance entre Tlemcen et Tunis contre Béjaïa se poursuivit, mais sans résultats, car les Abd al-Wadid était trop préoccupé par la menace Mérinides. Après cela, Abou Zakariya s'est approché des Abd al-Wadid en épousant la sœur d'Uthman et les a aidés lors du siège de Tlemcen par les Mérinides. Cette alliance entre Béjaïa et Tlemcen obligea les Mérinides à mener plusieurs campagnes contre Abou Zakariya, mais sans obtenir de résultats.

### Relations avec les hafsides de Tunis
Depuis la création de la principauté indépendante de Béjaïa, les hafsides de Tunis ont tenté de le soumettre, ils ont commencé par l'alliance avec les Zianides dans leur campagne contre Béjaïa en 1287.

## Drapeaux et étendards

Drapeaux et étendards du sultanat de Béjaïa.
Drapeau de la ville de Béjaïa au XIVe siècle.

## Souverains
Lignée hafside de Bougie :
- Abou Zakariya II - 1284
- Abou l'Baka - 1300
- Abou Yahia Abou Beker - 1311
- El Fadel - 1348
- Abou Abdallah Mohamed - 1348 à 1363

Lignée hafside de Constantine :
- Abou Yahia Abou Beker - 1311
- El Fadel - 1348
- Abou-Zeïd-Abd-er-Rahmane - 1348
- Abou-l'Abbas - 1360
- Ahmed-ben-Abd-er-Rahmane - 1450
- Abd-el-Aziz - 1510
- Abou-Beker - 1511